# Завод «Дормашина»
Завод «Дормашина» — підприємство машинобудівної галузі промисловості, розташоване у Миколаєві. Основним видом діяльності підприємства було виробництво дорожніх машин (асфальтоукладальників, бетоноукладачів, бітумощебнерозподільників та інших машин для укладання та ремонту дорожнього покриття) та запасних частин до них, а також сільськогосподарської техніки та їх частин. Збанкрутувало у 1990-х роках і з того часу фактично не існує.

## Історія

### Дореволюційна доба
За відомостями миколаївської газети «Южанин», що виходила до революції, у 1881 році брати Донські відкрили в Миколаєві невелику майстерню, в якій працювало всього 4 особи. У 1892 році вже існувала «Майстерня землеробських знарядь братів Андрона та Луки Донських», яка знаходилася у їхньому власному будинку за адресою вулиця Херсонська, № 77 (нині — Центральний проспект). Будинок розташовувався між вулицями Садовою та 1-ю Слобідською. За даними тієї ж газети, у 1893 році майстерня братів Донських перетворилася на чавуноливарний завод, який у 1894 році був офіційно зареєстрований як «Завод сільськогосподарських знарядь братів Донських». Для будівництва цього заводу брати купили у міста квартал, розташований у самій низині міста, між Міщанською канавою та вулицею Малою Морською.

30 березня 1894 року на ім'я військового губернатора Миколаєва надійшло прохання від «селян Херсонської губернії, записаних майстрами до ковальського цеху Миколаївської ремісничої управи» дозволити побудувати їм «механічний ливарний завод» у власному будинку на Херсонській вулиці № 43, ріг вулиці Малої Морської. Після запиту міського архітектора та санітарного лікаря міста та отримання позитивної відповіді Міська управа на засіданні 19 травня 1894 року дозволила будівництво заводу. Згодом завод перетворився на багатопрофільне підприємство. У 1913 році на ньому працювало 420 робітників. Про продукцію заводу можна судити з реклами заводу тих часів: 
«Механічний завод братів Андрона та Луки Донських у місті Миколаєві Херсонської губернії. Виготовляє: плуги однолемішні та дволемішні, бункери багатолемішні без сівалок, з поперечними сівалками та з поздовжніми сівалками, оранки, борони зигзагові, бункерні відвали зі спеціальною термічною обробкою та високим поліруванням, штамповані фургонні осі з втулками, котли корневалійської та ланкаширської систем тощо.»
Відомо, що при заводі братів Донських була лікарня та лікарняна каса, до якої робітники та службовці вносили гроші на лікування. Вони та їхні сім'ї могли потім безкоштовно лікуватися в поліклініці та лікарні, а також отримувати безкоштовно ліки.

### Радянська доба
Після Жовтневого перевороту і вимушеної еміграції братів Донських з Миколаєва, станом на початок 1918 року на заводі діяло ливарне, ковальсько-пресове та збиральне виробництва, основним напрямом діяльності було виготовлення ґрунтооброблювальної техніки. Під час воєнних дій 1918—1920 років завод було зруйновано. Від 1922 року підприємство перейменовано на завод «Плуг і молот», від 1934 року — на завод «Дормашина». До 1933 року випускав переважно машини та інші вироби для сільського господарства. Протягом 1934—1940 років на «Дормашині» розроблено проєкти та виготовлено зразки тридцяти двох машин, дев'ятнадцять з яких прийнято до серійного виробництва: грейдери, скрепери, бульдозери, канавокопачі, крани і снігоочисники.
Під час Другої світової війни завод евакуйовано на Урал, до селища Юго-Камська. У 1946 році підприємство практично відбудовано. У 1956 році на розпочато виробництво дорожніх машин (асфальтоукладальників, бетоноукладачів, бітумощебнерозподілювачів) і запасних частин до них, а також сільськогосподарської техніки та запасних частин до неї. У 1969 році на заводі працювали сталеливарний, ковальсько-пресовий, складально-зварювальний, механічний, експериментальний та інші цехи.

### Незалежна Україна
Від 1994 року «Дормашина» — відкрите акціонерне товариство, від 1999 року — дочірнє підприємство «Нова техніка» ТОВ «Аврора і Ко», від 2003 року має сучасну назву. У 2000-х роках у номенклатурі «Дормашини» перебували машини для ямкового ремонту доріг (ДН-011), для поверхневої обробки (ДН-008, ДН-014), укладачі емульсійно-мінеральні суміші (ДН-009, ДН-012) та асфальтоукладачі (ДС-200), запасні частини до них. Працівники також здійснювали ремонт асфальтоукладачів.

## Керівники
- Брати Донські Андроник Федорович і Лука Федорович (1881—1917)[4].
- Салтанов Михайло Олексійович (1921—1927)[4].
- Покко Сильвестр Іванович (1931—1934).
- Куракін М. С. (літо 1941 року).
- Московець О. (1950-ті роки).
- Рудий Парфентій Антонович (1971—1982)[4].
- Козловський Анатолій Серафімович (1982—1987)[4].
- Линник Олександр Олексійович (1987—2000-ті)[4].
- Бараненко Є. (з 2006 року)[1].

## Нагороди
- Срібна медаль Московського імператорського сільськогосподарського товариства (1895).
- Золота медаль Київської сільськогосподарської та промислової виставки (1897).
- Велика срібна медаль Полтавського земельного банку (1897).
- Велика Золота медаль Криворізького сільськогосподарського товариства (1908).
- Золота медаль Вандальського сільськогосподарського товариства (1908).
- Мала Золота медаль комітету Бессарабських сільськогосподарських виставок (1911).
- Диплом, Золота медаль імперського Донно-Кубано-Тверського сільськогосподарського товариства (1911).
- Диплом І ступеня, велика Золота медаль Всесвітньої виставки (1958).
- Диплом І ступеня Виставки досягнень народного господарства (1960).
- Орден «Знак Пошани» (1981)[5].